# Trochia cingulata
Trochia cingulata is een slakkenslakkensoort uit de familie Muricidae. De wetenschappelijke naam werd gepubliceerd in 1771 door Carl Linnaeus.